# 平井一家
平井一家（ひらいいっか）は、愛知県豊橋市に本部を置く暴力団で、指定暴力団山口組の二次団体。
幕末に独立組織として発足し、第二次世界大戦後に運命共同会、中京五社会を経て、名古屋抗争後の1991年3月に五代目山口組直参となった。

## 首領（総裁）
- 祖  - 小中山 七五三蔵　三河国宝飯郡平井村に平井一家を立ち上げた。
- 初代 - 平井亀吉　元力士"雲風亀吉"。吉田宿、御油宿、赤坂宿等を縄張りとした。大場一家初代の大場久八の舎弟でもあった。
- 二代目 - 下地常吉
- 三代目 - 清水善吉
- 四代目 - 富安伊作
- 五代目 - 小川浅蔵
- 六代目 - 久保田 文一
- 七代目 - 判冶玉吉
- 八代目 - 河澄政照（運命共同会代表）
- 九代目 - 藤川卓樹（のちに稲川会直参）
- 十代目 - 岸上剛史[2]（六代目山口組幹部、五代目山口組直参）
- 十一代目 - 薄葉政嘉（1957年〈昭和32年〉5月6日生[3]（68歳）、本名：薄葉暢洋（うすば・のぶひろ）、六代目山口組幹部→若頭補佐）[4]

## 地域との関係性
2023年2月2日、愛知県公安委員会が同県暴力団排除条例による勧告で、愛知県東部街商協同組合が平井一家に利益供与を行っていたことを公表した。これまで同組合は、2015年9月頃から2019年10月頃まで暴力団の威力を利用することの対償として暴力団事務所の賃料405万6000円を肩代わりしていたことを理由に、2020年に同委員会から利益供与しないよう勧告を受けていた。しかし、同組合は勧告に従わず、2021年に薄葉総裁にみかじめ料として500万円の利益供与をしたため、同委員会は行政処分として組合名を公表した。同組合理事長（当時）は、「自分たちの後ろ盾に誰がいるのかが極めて重要であり、後ろ盾となっている平井一家を助けるために供与した」と話していたという。県警によると、みかじめ料の支払いは30年以上前に始まり、月に1000万円以上の時期もあるなど、平井一家の主要な活動資金になっていた。
同組合は、県内に6支部存在し、主に三河地方の20代から70代の約30人の露天商が所属しているとされ、この公表により各地で主催される祭りへの出店が軒並み断られるようになった。そのため、2023年7月26日に同組合の川合誠理事長は、会見を開いて平井一家との決別を表明し、合わせて支払った金銭の返還も請求した事を発表した。組合によると、2022年までの3年間で平井一家に支払ったみかじめ料は8000万円であり、そのうち確認のできる1000万円の返還を求めたという。その後、平井一家側が返還に応じなかったため、同組合は、11月21日に名古屋地方裁判所に、薄葉総裁を相手に、支払ったみかじめ料約2020万6000円の返還を求める訴訟を提起した。この金額は、2019年から約4年間のみかじめ料で証拠で立証できる額だという。同組合の副理事長は、「けじめをつけたい。世間の理解を得て、まっとうにやっていきたい」と述べていた。
なお、2023年11月27日と12月1日、県警捜査第4課は同組合の副理事長や組合理事ら4人を逮捕した。組合から脱退して刈谷市の神社で露店営業をしていた52歳男性に、「組合の縄張りで勝手に商売するな」「場所代はどうなっているんだ」などと言って胸を殴る暴行を加えて1週間の怪我を負わせた疑い。
平井一家はこの件により資金源が減ったほか、薄葉総裁が2024年1月に山口組若頭補佐から幹部に降格されたうえ、幹部が音信不通もしくは多数脱退したとされるなど、危機的状況に陥っていると報道されている。

## 六代目山口組との関係
2025年4月8日、平井一家の本部で六代目山口組の「臨時直系組長会」が開催された。この神戸山口組との抗争終結宣言が出された直後のタイミングで行われた会議には、全直参組長が集まった。
その後、同年7月にも、平井一家の本部事務所を利用して六代目山口組の会合が行われた。